# (39854) Gabriopiola
(39854) Gabriopiola est un astéroïde de la ceinture principale.

## Description
(39854) Gabriopiola est un astéroïde de la ceinture principale. Il fut découvert le 20 février 1998 à Bologne par l'observatoire San Vittore. Il présente une orbite caractérisée par un demi-grand axe de 2,32 UA, une excentricité de 0,04 et une inclinaison de 5,2° par rapport à l'écliptique.

## Compléments